# Миленко Вукомановић
Миленко Вукомановић (Светлић, Крагујевац, 9. новембар 1867 — Београд, 4. фебруар 1930) био је српски историчар.
Матурирао је 1887. у Крагујевцу. Са Техничког факултета Велике школе у Београду прешао је на Филозофски факултет, Група за општу и националну историју и земљопис и немачки језик, на којој је 1892. дипломирао. Радни век је, изузимајући краће прекиде, провео у Другој београдској гимназији где је 1928. пензионисан.
Поред наставе бавио се научним и истраживачким радом, а његов обиман списатељски рад углавном је у облику забавно-књижевне лектире, историјских прича и новинских занимљивости писаних скоро епским стилом. Његови радови из историје одликују се наглашеним патриотизмом али такође и критичким приступом изворима. Интересовао се за целокупну српску историју али највише за XIX век, а посебно за Први српски устанак. Веома успешно је истраживао у руским архивама прикупивши драгоцену грађу за устанак и друге теме. Његово животно дело Карађорђе, I–II (Београд, 1907) исправило је многе нетачности и детаљно је расветлило историју устанка. Прикупљени материјал за трећу свеску пропао је у Русији где се затекао за време Првог светског рата. Страдали су и сви остали његови рукописи које је 1915. окупатор спалио у Београду. Био је веома активан радник и на општем националном просвећењу као и на националној пропаганди у Босни и Русији.